# Laetitia Kermel
Laetitia Kermel, née le 31 août 1978, est une femme de lettres française, auteure de roman policier.

## Biographie
Elle est titulaire d'un diplôme d'études supérieures spécialisées d'écriture et réalisation audiovisuelle et travaille pour la chaîne de télévision pour la jeunesse Gulli.

## Œuvre

### Romans
- Le Verrou, Fragrances (2014)  (ISBN 978-2-37141-000-8)
- L'Ivresse des profondeurs, Fragrances (2015)  (ISBN 978-2-37141-002-2)
- Débâcle, Fragrances (2016)  (ISBN 978-2-37141-005-3)